# Mitie
Mitie est une entreprise britannique d'externalisation de service notamment spécialisée dans les services de sécurité, de prévention d'incendie, d'hygiène et de distribution d'eau, mais aussi des télécommunications, d'ingénierie, d'aménagement paysager, de déchets, d'énergie, de centres de détention ou du maintien de l'ordre.

## Histoire
En 2017, le groupe avait un effectif 53 000 employés, quand il annonce la suppression de 480 emplois, suite à des difficultés financières.
En juin 2020, Mitie annonce l'acquisition certaines activités d'Interserve pour 271 millions de livres, lui permettant d'atteindre près de 80 000 employés.
En juin 2025, Mitie annonce pour 366 millions de livres l'acquisition de Marlowe, une entreprise britannique d'externalisation notamment dans les inspections d'hygiène.